# Mau Mau
La Rebelión del Mau Mau, también llamada Revuelta del Mau Mau y Emergencia de Kenia, consistió en una insurrección de rebeldes kenianos contra la administración colonial británica, que se inició en 1952 y no finalizó hasta 1960. El núcleo de la resistencia estaba formado por miembros de la etnia kikuyu, junto con pequeños grupos embu y meru. La rebelión fracasó militarmente, aunque según algunos expertos podría haber acelerado el proceso de independencia de Kenia. Creó ciertas desavenencias entre la comunidad blanca del país y el gobierno británico preparando el terreno para la independencia, concedida en 1963.
El nombre Mau Mau, con el que se conoce a los rebeldes, no era el que ellos se daban. Usaban otros como Muingi ("El movimiento"), Muigwithania ("El entendedor"), Muma wa Uiguano ("El juramento de unidad") o, simplemente, "El KCA" desde la creación de la Asociación Central Kikuyu (Kikuyu Central Association) poco después del inicio de la revuelta. Los veteranos del movimiento independentista se refieren a sí mismos como el "El ejército de la tierra y la libertad".

## Contexto
Mau Mau fue una organización guerrillera de insurgentes keniatas que luchó contra el Imperio británico durante el periodo 1952-1960. Sus miembros eran fundamentalmente de la tribu kĩkũyũ con algunos elementos Meru y Embu. Aunque militarmente el levantamiento Mau Mau fracasó, precipitó la independencia keniana y motivó la lucha contra las potencias coloniales en otras regiones africanas. La rebelión no tuvo éxito militarmente, pero ayudó a crear desconfianza entre los colonos blancos y el gobierno de Londres, lo que contribuyó a crear el clima que llevó a la independencia de Kenia en 1963.

### Orígenes
Durante las décadas anteriores al conflicto, la toma de tierras por colonos europeos fue un punto de tensión. La mayoría de las tierras tomadas estaban en la denominada «White Highlands», un área de 12.000 millas cuadradas, de clima más fresco y más aprovechable para la agricultura habitada por los kĩkũyũs. Las quejas de los africanos eran ignoradas. El profesor Michael S. Coray comentó a este respecto que
El rechazo de la administración [colonial] a desarrollar mecanismos por los que las quejas de los africanos contra los no africanos se pudieran resolver en términos de igualdad sirvió para acelerar el creciente descontento con el gobierno colonial.
Durante el gobierno colonial, los colonos europeos permitieron a unos 120.000 kikuyus laborar en granjas europeas, pero sin derechos sobre la tierra que antes era suya. Entre 1936 y 1946 los colonos incrementaron sus exigencias en términos de días de trabajo, y aumentaron las restricciones de acceso a la tierra para los kikuyus.
Como resultado de esta situación, miles de kikuyus emigraron a las ciudades en busca de trabajo, lo que contribuyó a doblar el número de habitantes de Nairobi entre 1938 y 1952. Al mismo tiempo nació una clase de propietarios kikuyus con fuertes lazos con la administración colonial, lo que creó un distanciamiento económico entre los propios kikuyus. En 1953 la mitad de los kikuyus no disponía de tierras y se enfrentaban a la pobreza, el hambre, el desempleo y la sobrepoblación. La bifurcación económica entre los kikuyus dispuso las condiciones necesarias para el estallido de una guerra civil entre los kikuyu durante la Revuelta Mau Mau.
Fue acusado como el iniciador de este movimiento a Jomo Kenyatta,  primer ciudadano de Kenia en ser nombrado primer ministro y presidente tras la independencia de ese país. Es considerado el padre fundador de Kenia, el cual fue arrestado por los británicos en 1952.

## Organización de la revuelta
En 1940, la prohibida Kikuyu Central Association, una organización que había nacido en 1924/25 para servir de portavoz de los kikuyus ante los jefes coloniales, se reorganizó en Nairobi e inició los preparativos para emprender una campaña de desobediencia civil. En los primeros días de la KCA habían introducido un juramento de lealtad al pueblo kikuyu inspirado en el juramento británico: había que sostener la biblia con la mano derecha, y un puñado de tierra en la izquierda. El juramento cambió en la época de preparación para la revuelta, pues en lugar de una biblia, la mano derecha sostendría carne de cabra. Aunque en un principio los juramentos hacían referencia solo a la desobediencia civil, en rituales posteriores el nuevo miembro juraba luchar y defenderse contra los europeos.
Los juramentos, vistos como ceremonias sangrientas, causaron desconcierto entre los colonos a medida que crecían los rumores de canibalismo, zoofilia, orgías sexuales y las promesas juradas de matar y descuartizar a los colonos, cuyos relatos convencieron a las autoridades británicas de la necesidad de enviarles ayuda.
La primera mención oficial de los «Mau Mau» fue realizada por el Comisionado del Distrito de Nakuru en su informe anual. La expresión no tiene significado en la lengua kikuyu y se desconoce su origen. El nombre fue empleado por las autoridades para referirse lo que consideraban era sociedad secreta, que proscribieron en 1950.

## ElForty Groupy los sindicatos comerciales
Tras la Segunda Guerra Mundial, muchos exsoldados keniatas se enfrentaban en Nairobi al desempleo y los bajos salarios. Miembros de este grupo fundaron el llamado anake wa 40 o Forty Group en inglés. Por otra parte, seis sindicatos comerciales formaron el East African Trades Union Congress (EATUC), que organizó una campaña para sabotear la concesión de un Decreto Real a Nairobi.
El 1 de mayo de 1950 los líderes de la EATUC fueron arrestados. El 16 de mayo, el resto de la organización convocó una huelga general que paralizó Nairobi durante nueve días y que acabó con el arresto de 300 trabajadores y una muestra de fuerza de las autoridades británicas. La huelga se propagó a otras ciudades. Mombasa, por ejemplo, quedó paralizada durante dos días. Sin embargo la EATUC se desmoronó a causa del apresamiento de sus líderes.
Lo que quedó de esta organización se unió con el Forty Group, cuyos juramentos iban más allá de lo anterior, pues abogaban por el derrocamiento del régimen colonial mediante la violencia. Sus simpatizantes consiguieron armas y municiones.

## Torturas y asesinatos
Tras medio siglo de reclamos, en enero del 2011 salieron a la luz los Archivos migrados del ministerio de exteriores británico. Son más de setecientas cajas de documentos top secret que describen con todo lujo de detalles las torturas y los asesinatos en Kenia; los gravísimos abusos de parte de los ingleses durante la rebelión de los Mau Mau, entre 1952 y 1961.
Los documentos, que estaban escondidos en los archivos del Foreign Office, revelan además que no se trató de las acciones individuales de soldados o administradores coloniales, sino de una política oficial orquestada desde Londres.
David Anderson, profesor de Política Africana en la Universidad de Oxford dice:

Una cosa es la interferencia que ya se imaginaba en elecciones y procesos de independencia como el de Nigeria, pero otra muy distinta es la ocultación de documentos que prueban la complicidad en la tortura y abusos incalificables.